# Suffix
Een suffix, achtervoegsel of uitgang is in alle niet-isolerende talen een affix dat achter de woordstam wordt geplaatst. Een achtervoegsel is altijd een gebonden morfeem, en kan dus niet als zelfstandig woord voorkomen, zoals een cliticum.

## Twee soorten
Er bestaan twee soorten suffixen, die twee verschillende doelen dienen:
- er kunnen afleidingen mee worden gevormd van het grondwoord (afleidingssuffixen), of
- ze kunnen de grammaticale functie van een woord uitdrukken (buigingssuffixen).

### Afleidingssuffix
Alleen achtervoegsels van het eerste type, de afleidingssuffixen, worden in de beschrijving van het Nederlands met de term "suffix" of "achtervoegsel" aangeduid.
- hoog — hoogheid
- hoop — hopeloos
- een — eenzaam — eenzaamheid
- vriend — vriendschap — vriendschappelijk — vriendschappelijkheid

Zie voor meer voorbeelden de Lijst van Nederlandse suffixen.

### Buigingssuffix of buigingsuitgang
De Nederlandse taalbeschrijving (bijvoorbeeld de Algemene Nederlandse Spraakkunst en het Groene Boekje) gebruikt voor het tweede type, de buigingssuffixen, de benaming uitgang. Hier gaat het bijvoorbeeld om de vervoeging van werkwoorden, en de verbuiging van bijvoeglijke en zelfstandige naamwoorden:
| ● rijd — rijdt                 | (werkwoordsvervoeging: grammaticale persoon)              |
| ● rijd — rijden                | (werkwoordsvervoeging: grammaticaal getal)                |
|                                |                                                           |
| ● Mark — Marks                 | (verbuiging zelfst. naamw.: bezitter)                     |
| ● mens — mensen                | (verbuiging zelfst. naamw.: grammaticaal getal)           |
|                                |                                                           |
| ● slecht — slechte             | (verbuiging bijvoeglijk naamw.)                           |
| ● slecht — [de] slechten       | (verbuiging bijvoeglijk naamw., zelfstandig gebruikt)     |
| ● slecht — slechter — slechtst | (verbuiging bijvoeglijk naamw.: trappen van vergelijking) |

Ook naamvallen worden in vele talen, bijvoorbeeld in het Duits, met zulke achtervoegsels uitgedrukt.

## Internationale terminologie
Internationaal worden beide soorten met de term "suffix" aangeduid, hoewel bijvoorbeeld het Engels en het Duits voor buigingssuffixen ook de termen ending resp. Endung gebruiken. Het Nederlandse equivalent is "uitgang".
In de Engelstalige linguïstische terminologie worden bovendien de derivational suffixes (afleidingssuffixen) onderscheiden van de inflectional suffixes (buigingsuitgangen).
In de Griekse en Latijnse taalkunde wordt binnen de achtervoegsels eenzelfde onderscheid gemaakt tussen vervoegings-/verbuigingssuffix enerzijds en afleidingssufix anderzijds; in principe zou je ook in de taalkundige traditie der classici een verbuigingsuitgang wel onder de achtervoegsels kunnen scharen, maar in de praktijk (ook schriftelijk) wordt daar met "suffix" toch uitsluitend een afleidingssuffix bedoeld, nooit een uitgang. Door dit pregnante gebruik van het woord "suffix" wordt feitelijk een nieuw lemma toegevoegd aan de woordenboeken, voor "suffix" in de zin van "uitgang" geldt dit niet.
Meestal (niet altijd) verandert een woord trouwens van woordsoort na toevoeging van een afleidingssuffix (e.g. woord-woordeloos), in tegenstelling tot na toevoeging van een uitgang.

## Taalafhankelijkheid
Bijna iedere taal kent affixen en daarmee ook achtervoegsels. Alleen in een isolerende taal - het meest extreme geval van een analytische taal - bestaan geen prefixen, infixen, circumfixen of achtervoegsels.
In zeer sterk agglutinerende ofwel polysynthetische talen daarentegen spelen morfemen een centrale rol: door het aaneenrijgen van reeksen morfemen kunnen gewone woorden lange tot zeer lange, samengestelde en complexe vormen aannemen en zodoende de functie vervullen van hele zin). De elementen die daartoe gebruikt worden zijn achtervoegsels, prefixen, circumfixen, confixen en infixen. We zouden hier in feite eerder spreken van een samenstelling dan van een afleiding.